# Nancy Ward
Pour les articles homonymes, voir Ward.
Nanyehi (Cherokee : ᎾᏅᏰᎯ: "Celui qui va"), connue en anglais sous le nom de Nancy Ward (c. 1738 - 1822 ou 1824), est une femme bien-aimée et une dirigeante politique cherokee. Elle plaide pour une coexistence pacifique avec les Euro-Américains et, tard dans la vie, se prononce pour la conservation des terres tribales par les Cherokees. Elle est également créditée de l'introduction des produits laitiers dans l'économie cherokee.

## Biographie
Nanyehi est née dans la capitale cherokee, Chota (Cherokee : « City of Refuge »), dans ce qui est aujourd'hui connu comme le comté de Monroe, Tennessee. Sa mère, la sœur d'Attacullaculla, est membre du clan des loups. Bien que sa mère soit souvent appelée « Tame Doe », le nom pourrait provenir d'une histoire fictive d'E. Sterling King et n'a aucune autre source historique. Selon le descendant de Nanyehi, John Walker "Jack" Hildebrand, son père était Fivekiller, membre de la tribu des Lenapes,.
À l'adolescence, Nanyehi épouse Tsu-la (Cherokee : Le martin-pêcheur), qui, selon Emmet Starr, est membre du clan Deer. À 17 ans, Nanyehi et Kingfisher ont deux enfants, Catherine Ka-Ti Walker et Littlefellow Hiskyteehee Fivekiller,. Starr écrit aussi que, dans la bataille de Taliwa (en) contre les Creeks, Nancy se cache derrière une bûche et mâche les balles de Kingfisher de sorte que les bords déchiquetés infligent plus de dégâts. Lorsque Kingfisher est tué, elle récupère son fusil et mène les Cherokees à la victoire.
Après la bataille, elle reçoit le titre de « Ghigau » (Cherokee : femme bien-aimée), la considérant comme la seule femme votante du Conseil général des Cherokees,. Elle est également nommée dirigeante du Conseil des femmes des représentantes des clans, ce qui lui permet de devenir ambassadrice et négociatrice pour son peuple.
Vers la fin des années 1750, Nanyehi se remarie avec le marchand anglais Bryant Ward, avec qui elle a une fille, Elizabeth Betsy Ward (qui épousera plus tard le général Joseph Martin (en)). Bryant Ward retourne finalement en Caroline du Sud pour vivre avec sa première femme, une femme d'origine européenne à laquelle il était toujours marié quand il a épousé Nanyehi.

## Changements dans la société Cherokee
Au début des années 1760, les Cherokees concluent une alliance avec les colons américains. En échange de leur aide, les Euro-Américains promettent de les protéger contre les Creeks et les Chactas. Cela conduit à la construction de postes militaires et frontières aux abords du territoire Cherokee. Après un incident en Virginie-Occidentale où des frontaliers tuent un groupe de Cherokees, qui revenaient de la conquête de Fort Duquesne pour aider les Britanniques, les autochtones tuent plus de 20 colons afin de se venger. Un conflit de deux ans commence alors au cours duquel les Cherokees capturent Fort Loudin, battant les forces britanniques.
En tant que Ghigau, Nancy a le pouvoir d'épargner les captifs et en 1776, à la suite d'une attaque cherokee sur la colonie de Fort Watauga (en) sur la rivière Watauga (actuellement Elizabethton, Tennessee), elle utilise ce pouvoir pour épargner une Mme William (Lydia Russell) Bean, qu'elle emmène chez elle et soigne ses blessures subies pendant la bataille. Mme Bean lui enseigne une nouvelle technique de tissage sur métier à tisser, révolutionnant la création des vêtements Cherokee, qui sont à l'époque une combinaison de peaux, de tissu en fibres végétales tissées à la main et de tissu acheté auprès des commerçants. Cette révolution du tissage change également le rôle des femmes dans la société Cherokee, car elles ont assumé le tissage et laissé les hommes faire la plantation, qui était traditionnellement le travail d'une femme.
Mme Bean sauve également deux des vaches laitières de la colonie et les amène à Nanyehi, qui apprend alors à élever le bétail et à manger des produits laitiers, ce qui aidera les Cherokees lors de mauvaises chasses.
Le 12 juin 1793, une délégation se réunit chez Hanging Maugh, se préparant à se rendre à Philadelphie conformément à une invitation du président. La délégation est attaquée sans avertissement par une compagnie d'hommes blancs dirigée par le capitaine John Beard, et la fille de Nancy Ward, Betsy, est tuée. Le capitaine Beard est, plus tard, jugé devant une cour martiale mais a été acquitté.
Emmet Starr écrit que Nancy est une éleveuse de bétail prospère et aurait été la première à introduire cette industrie parmi les Cherokees. La combinaison du tissage au métier à tisser et de l'élevage laitier contribue à transformer la société cherokee d'une société agricole communale en une société très similaire à celle de leurs voisins euro-américains, avec des parcelles familiales et le besoin de plus en plus de main-d'œuvre. Ainsi, certains Cherokee adoptent la pratique de l'esclavage des biens mobiliers. Nanyehi est parmi les premiers Cherokees à posséder des esclaves afro-américains.
Après une trêve, les Rangers de Caroline et Royal Scots rejoignent l'infanterie légère britannique envahissant le territoire de Cherokee, incendiant les cultures et les villes. Les Cherokees se rendent, abandonnant une grande partie de leurs terres,.

## Guerre d'indépendance
Les Cherokees doivent faire face à de multiples problèmes pendant la guerre d'indépendance. D'une part, ils aident les Britanniques de l'autre, ils se demandent s'il faut utiliser la force pour expulser les colons sur leurs terres ou non. Le cousin de Ward, Dragging Canoe, veut s'allier avec les Britanniques contre les colons, mais la femme bien-aimée des Cherokees essaie de les soutenir. En mai 1775, un groupe d'émissaires lenapes, mohawks et chaouanons forment une délégation qui se dirige vers le sud pour soutenir les Britanniques qui tentent d'obtenir l'aide des Cherokees et d'autres tribus. En juillet de la même année, Dragging Canoe dirige les Cherokees chickamaugas lors d'attaques contre les colonies et les forts américano-européens situés dans les Appalaches et d'autres lieux isolés de la région. Les milices d'État ripostent en détruisant les villages et les cultures autochtones et forcent la tribu à abandonner davantage de leurs terres.
En juillet 1776, Ward, qui vise une résolution pacifique, avertit un groupe de colons blancs vivant près de la rivière Holston et à la frontière de la Virginie d'une attaque imminente de son peuple.
Les Britanniques soutiennent la guerre de Dragging Canoe contre les colons qui fournissent des armes, mais en 1778, 700 soldats du colonel Evan Shelby attaquent son territoire et limitent la résistance des Cherokees à un conflit mineur.
En 1780, Ward continue d'avertir les soldats américains d'attaques visant à empêcher les représailles contre son peuple. Selon Harold Felton, elle envoie même de la nourriture sous forme de bétail à la milice affamée. Ses efforts ne peuvent empêcher une nouvelle invasion du territoire cherokee par la milice de Caroline du Nord, qui détruit plus de villages exigeant de nouvelles cessions de terres. Ward et sa famille sont capturés au cours de la bataille, mais ils sont finalement libérés et renvoyés à Chota.
Un an plus tard, en juillet, la Femme bien-aimée négocie un traité de paix entre son peuple et les Américains. Après le traité, les Américains peuvent envoyer des troupes pour soutenir l'armée de George Washington contre le général britannique Cornwallis lors de la révolution américaine.
Ward continue de promouvoir l'alliance et l'amitié mutuelle entre les Cherokees et les colons, comme lors de la négociation du traité de Hopewell (1785). Elle dirige alors les Cherokees dans la mise en œuvre de l'agriculture et de la production laitière. Plus tard, elle conseille à son peuple de ne pas vendre de terres aux colons, mais elle échoue.
Nanyehi s'oppose à la vente de terres cherokees aux Blancs, mais ses objections sont largement ignorées. En 1808 et de nouveau en 1817, le Conseil des femmes se prononce contre la vente de plus en plus de terres. Puisqu'elle est trop malade pour assister au conseil des Cherokees en 1817 au cours duquel il est discuté de l'opportunité de se déplacer vers l'ouest ou non, elle envoie une lettre : « ... ne vous séparez plus de nos terres mais continuez d'y vivre et agrandissez vos fermes et cultivez du maïs et du coton et nous, vos mères et sœurs, fabriquerons des vêtements pour vous... C'était notre désir de vous tous vous avertir de ne pas vous séparer de nos terres », mais malgré ses efforts en 1819, les terres au nord de la rivière Hiwassee sont vendues, la forçant à déménager.

## Condition des femmes
Nanyehi devient une ambassadrice de facto entre les Cherokee et les blancs. Elle apprend l'art de la diplomatie auprès de son oncle maternel, le chef influent Attacullaculla ("Petit charpentier"). En 1781, lorsque les Cherokees rencontre une délégation américaine dirigée par John Sevier pour discuter des colonies américaines le long de la rivière Little Pigeon, elle exprime sa surprise qu'il n'y ait pas de femmes négociatrices parmi les Américains. Sevier est également consternée qu'un travail aussi important soit confié à une femme. Elle lui répond : « Vous savez que les femmes sont toujours considérées comme rien ; mais nous sommes vos mères ; vous êtes nos fils. Notre cri pour la paix ; laissez-le continuer. Cette paix doit durer éternellement. Laissez les fils de vos femmes être les nôtres ; nos fils à vous. Laissez vos femmes entendre nos paroles. »
Le 5 juillet 1807, l'école missionnaire morave de Spring Place, en Géorgie, dans la nation Cherokee, reçoit la visite de trois femmes âgées, dont une dame très distinguée qui est veuve depuis cinquante ans et âgée de presque cent ans. Chiconehla reste deux jours, divertie par les étudiants et discutant de théologie avec les missionnaires à l'aide de la traduction de sa lointaine parente, Mme James Vann (Margaret Scott). Les informations sur cette femme de statut élevé ne laissent aucun doute sur le fait que cette Cherokee nommée Chiconehla est également la personne connue sous le nom de Nancy Ward.

## Décès, inhumation et commémoration
Nancy Ward ouvre une auberge dans le sud-est du Tennessee sur Womankiller Ford de ce qu'on appelait alors la rivière Ocowee (aujourd'hui la rivière Ocoee). Son fils prend soin d'elle au cours des dernières années de sa vie. Elle meurt en 1822, ou peut-être en 1824, avant le déplacement forcé des Cherokees vers l'Ouest communément appelé la Piste des Larmes. Elle et son fils Fivekiller sont enterrés au sommet d'une colline non loin du site de l'auberge, au sud de l'actuelle Benton, Tennessee. En 1923, le chapitre Nancy Ward des Filles de la Révolution américaine, basé à Chattanooga, place une plaque commémorative sur les tombes près de Benton, Tennessee. La Société d'histoire et de généalogie du comté de Polk possède actuellement une salle Nancy Ward dans sa bibliothèque de généalogie jusqu'à la création du musée.
Depuis sa mort, elle est mentionnée dans de nombreuses histoires. Theodore Roosevelt la mentionne dans The Winning of the West (1905). Elle est également mentionnée dans le Calendar of Virginia State Papers, dans The South Carolina State Papers, dans James Mooney's History, Myths, and Sacred Formulas of the Cherokees et dans la collection Draper. Un chapitre des Filles américaines de la révolution au Tennessee porte son nom.
Ward est incorrectement décrite comme la dernière femme à avoir reçu le titre de Femme bien-aimée. Elle a des contemporaines, comme la « Femme bien-aimée Cherokee de Sugartown », qui cherche à empêcher la guerre avec les Creeks muscogees en 1774. Dans les années 1980, le Eastern Band Cherokees donne à Maggie Axe Wachacha (en) le titre de Femme bien-aimée et plusieurs autres dans les années suivantes.
Une statue de Nancy Ward, sculptée par James Abraham Walker vers 1906, est vendue en 1912 et s'est trouvée dans un cimetière du comté de Grainger, Tennessee pendant environ 70 ans avant d'être volée au début des années 1980. L'East Tennessee Historical Society demande depuis le retour de la statue au Tennessee,.
Nancy Ward n'est pas seulement connue comme une figure importante pour le peuple Cherokee, mais elle est également considérée comme l'une des pionnières des femmes dans la politique américaine, car elle défend la voix des femmes pendant une période mouvementée de l'histoire de sa tribu.

## La Piste des larmes
Selon le site Web RootsWeb, Ward écrit au président des États-Unis pour lui demander de l’aide : « Notre peuple aurait plus de houes, de charrues, de semences, de cardes de coton et de métiers à tisser. Ils apprendraient votre façon de cultiver. Si vous envoyez ces choses, nous les utiliserons à bon escient. » Au cours de ses dernières années, Ward a à plusieurs reprises une vision montrant une « grande file de nos gens marchant à pied. Mères avec des bébés dans leurs bras. Pères avec de jeunes enfants sur le dos. Grands-mères et grands-pères avec de gros ballots sur le dos. Ils marchaient vers l'ouest et les «Unaka» (soldats blancs) étaient derrière eux. Ils ont laissé une piste de cadavres avec les faibles, les malades qui ne pouvaient pas survivre au voyage. » Après sa mort, le président Andrew Jackson soutient les efforts de l'État de Géorgie pour expulser les Cherokees de leurs terres tribales et les rendre accessibles aux colons blancs. La milice envahit Chota et détruit l'imprimerie utilisée par la tribu pour son journal. Lorsque les Amérindiens sont rassemblés et contraints à l'exil, seuls quelques Cherokees réussissent à s'échapper et à trouver refuge dans les montagnes de Caroline du Nord. En 1838, les Cherokees sont forcés de déménager pour atterrir à l'ouest du fleuve Mississippi. Ils voyagent en plusieurs grands groupes principalement à pied, sans vêtements et provisions appropriés, sur environ 800 milles. Plus de 4 000 Cherokees meurent des suites de l'Indian Removal Act de 1830 du président Andrew Jackson, désormais dénommée « Piste des Larmes » ou « Nunna-da-ult-sun-yi »,.